# Cylindrophis slowinskii
Cylindrophis slowinskii — вид неотруйних змій з роду циліндрична змія родини циліндричних змій (Cylindrophiidae).

## Назва
Вид названо на честь американського герпетолога Джозефа Бруно Словінського (1962—2001) за його роботу з вивчення герпетофауни. У 2001 році Джо очолив міждисциплінарну експедицію до штату Качин — типового місцезнаходження цього виду, де загинув від укусу отруйної змії.

## Поширення
Ендемік М'янми. Відомий лише у типовому місцезнаходженні — заповідник дикої природи Індавгі в околицях села Лве Мон, на захід від озера Індавгі у штаті Качин.